# Antoniuskapelle (Hinterstein)

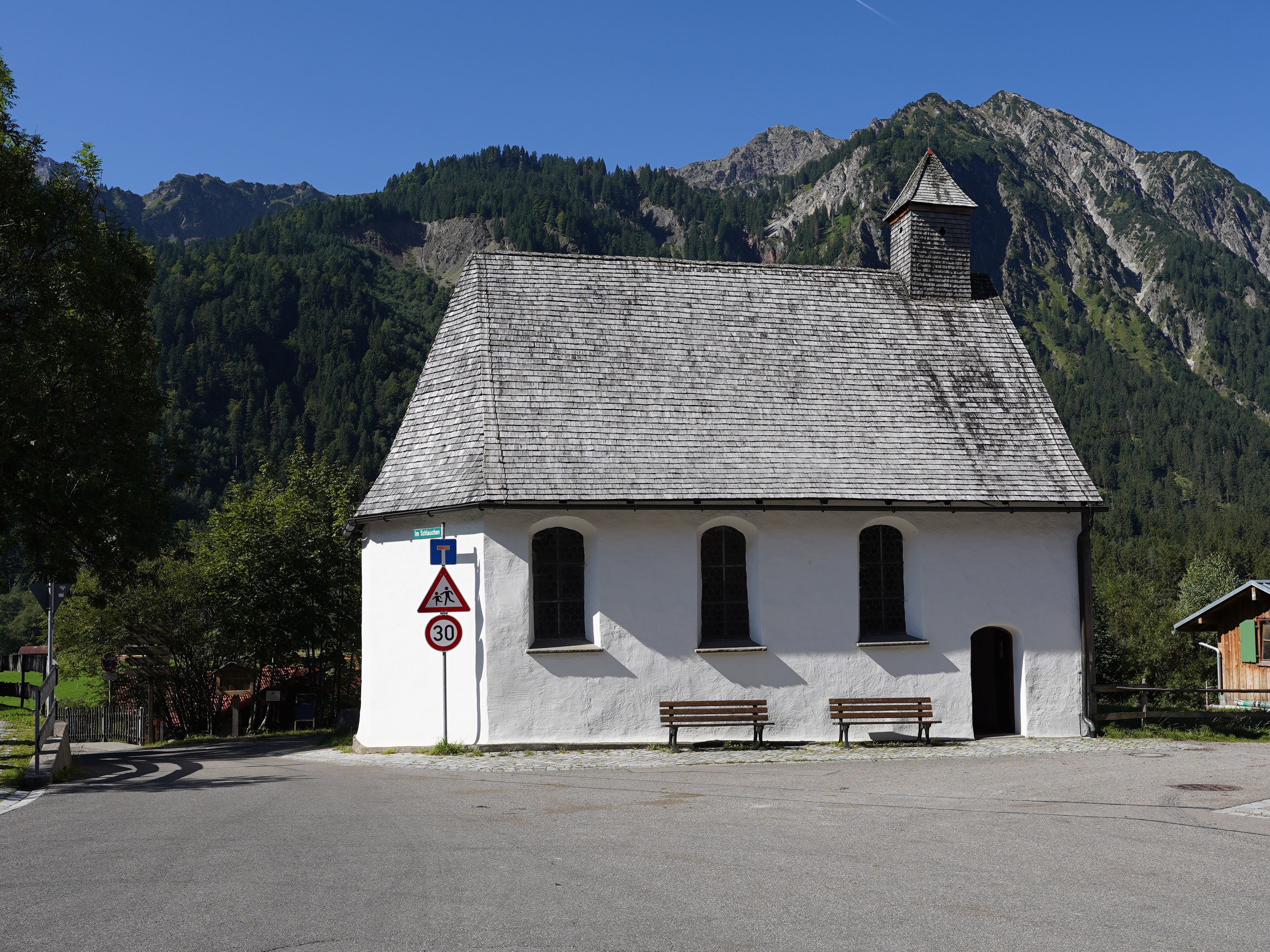
Antoniuskapelle in Hinterstein

Die Kapelle St. Antonius von Padua, auch Hintere Kapelle genannt, ist eine römisch-katholische Kirche in Hinterstein, Markt Bad Hindelang. Die Kapelle wurde im 17. Jahrhundert erbaut und nach dem hl. Antonius von Padua benannt. Sie gehört zur Pfarrei St. Antonius in Hinterstein.

## Lage
Die Kapelle liegt an der Talstraße 102 im Hinteren Dorf in Hinterstein. Die nach demselben Heiligen benannte Pfarrkirche St. Antonius liegt knapp einen Kilometer nordwestlich an der Talstraße im Mittleren Dorf.

## Geschichte
Die Kapelle wurde 1680 erbaut. 1948 wurde das Langhausfresko aus der Erbauungszeit wieder freigelegt. Heute wird die Kapelle von der Pfarrei St. Antonius für Gottesdienste genutzt.

## Architektur
Das Gebäude mit einschiffigem Langhaus hat drei stichbogige Fensterachsen und im Inneren ein Tonnengewölbe. Der Chor ist dreiseitig geschlossen und besitzt Stichkappen. Auf dem Dach ist ein Dachreiter.

## Ausstattung

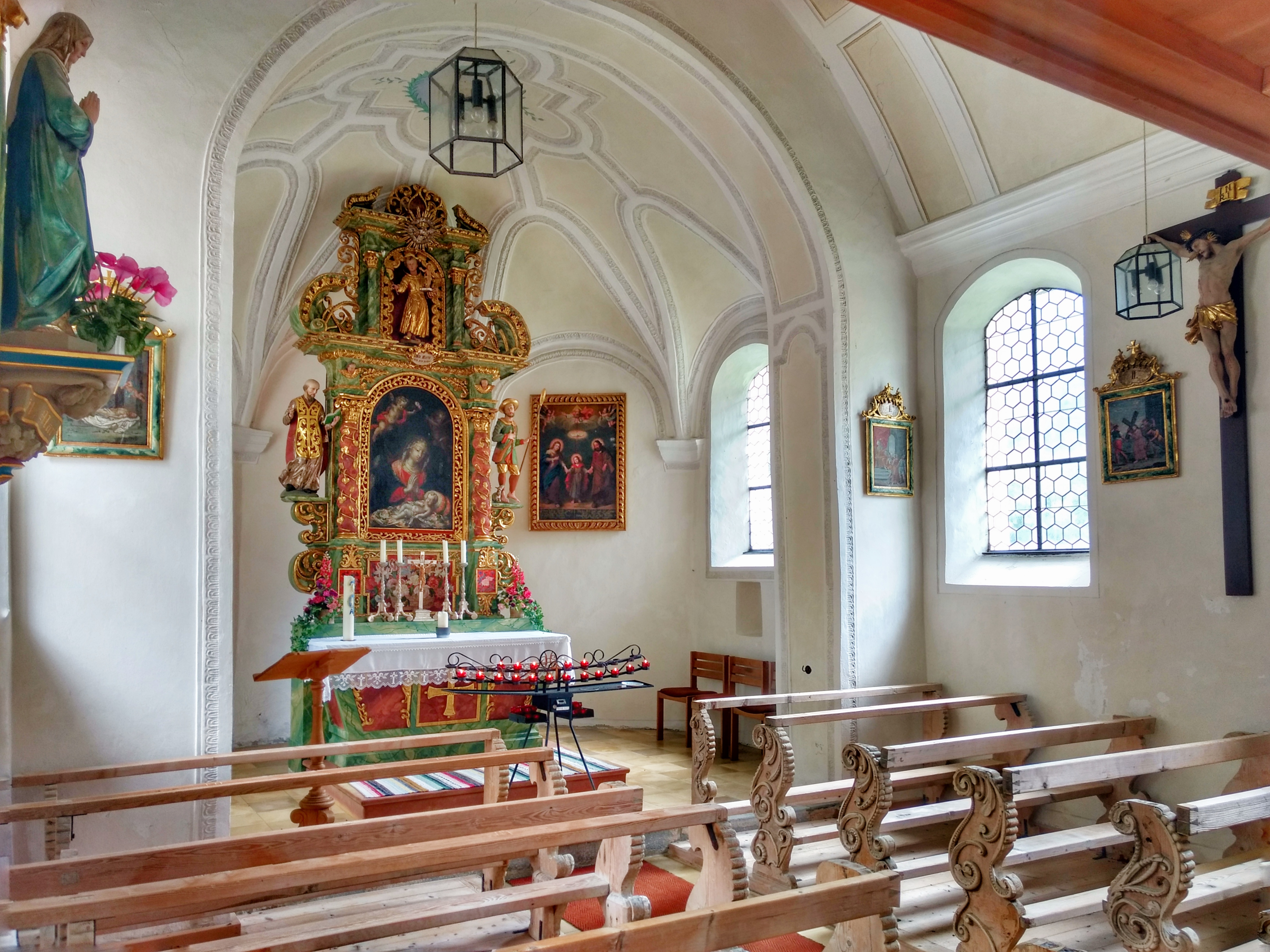
Innenansicht

Das Langhausfresko ist aus der Erbauungszeit und zeigt die Auferstehung Christi. Der barocke Altar ist ebenfalls aus der Erbauungszeit und hat eine von Johann Achert geschaffene Kopie des Gnadenbilds Maria Plain, seitlich Schnitzfiguren des hl. Ignatius und des hl. Wendelin und im Auszug eine Figur des hl. Antonius von Padua. Die Kreuzwegbilder wurden von Johann Herz geschaffen (1719). Die Kirchenbänke mit reich verzierten Stuhlwangen stammen aus der Erbauungszeit.